# Робинзонов миши опосум
Робинзоновият миши опосум (Marmosa robinsoni) e вид опосум от семейство Didelphidae.
Видът е разпространен от Белиз на север до Перу на юг. Среща се и във Венецуела и Тринидад и Тобаго. Обитава тропични и субтропични гори на надморска височина до 2000 m. Видът е дървесен, нощен. Храни се с плодове и насекоми.